# 1994年リレハンメルオリンピックのウズベキスタン選手団
1994年リレハンメルオリンピックのウズベキスタン選手団（1994ねんリレハンメルオリンピックのウズベキスタンせんしゅだん）は、1994年2月12日から2月27日まで、ノルウェーのオップラン県リレハンメルで開催された1994年リレハンメルオリンピックのウズベキスタン選手団、およびその競技結果。

## 概要
ウズベキスタンは、今大会が冬季オリンピック初参加であったが、金メダル1個を獲得した。

## メダル
| メダル | 選手名             | 競技                 | 種目           |
| ------ | ------------------ | -------------------- | -------------- |
| 金     | リナ・チェリャゾワ | フリースタイルスキー | 女子エアリアル |